# Інагуа
21°04′37″ пн. ш. 73°17′13″ зх. д. / 21.076811111111° пн. ш. 73.28705° зх. д.
Інагуа — найпівденніший район Багамських островів, що складається з островів Великий Інагуа та Малий Інагуа. Районна рада знаходиться в Метью-Тауні.

## Історія
Першими поселенцями були лукайці, які прибули десь між 500 і 800 роками н. е., переправившись на земляних каное з Іспаніоли та/або Куби на Багамські острови.
Назва Енеагуа походить від іспанського виразу, що означає «там можна знайти воду». Дві назви, очевидно, лукайського походження, Інагуа (що означає «Малий східний острів») і Банеке (що означає «Великий водяний острів»), використовувалися іспанцями для позначення Великого Інагуа.
Між 1500 і 1825 роками на рифах Інагуа було знищено багато задокументованих кораблів зі скарбами. Двома найціннішими затонулими біля Інагуа були навантажені скарбами іспанські галеони: «Санта-Роза» у 1599 році та «Інфанта» у 1788 році. Серед інших кораблів значної цінності, що зазнали там аварії, — французький «Ле Граф де Па» у 1713 році, британський «Лоустоффе» у 1801 році та британський «Статіра» у 1815 році.
Вже у 1600-х роках сіль виробляли і відправляли до іспанських колоній, а до 1803 року її видобуток став процвітаючим бізнесом.
Анрі Крістоф, король північної Гаїті з 1811 по 1820 рік, побудував літню резиденцію на північно-східній точці Великого Інагуа. Місцева легенда свідчить, що він також закопав там схованку із золотом.
До 1918 року, після закінчення Першої світової війни, зниження цін на сіль і конкуренція призвели до того, що дрібні виробники на Великій Інагуа збанкрутували, і солеварні були занедбані, за винятком певного місцевого використання.
У 1935 році брати Еріксони з Массачусетсу заснували компанію West India Chemicals Ltd., викупивши занедбані солеварні у британського уряду. Вони пробурили пробні свердловини, облаштували офіси та почали реставрацію будівель, але місцеві жителі відчували загрозу, побоюючись змін у статус-кво владних структур. У серпні 1937 року спалахнув бунт, було вбито працівника, і Еріксони були змушені тікати. Незабаром вони повернулися, і повномасштабна забудова відновилася.

## Острови

### Великий Інагуа
Великий Інагуа — другий за величиною острів Багамських островів площею 596 кв. миль (1544 км2), розташований приблизно за 55 миль (89 км) від східного краю Куби. Острів має розміри приблизно 89 на 31 км(55 на 19 миль) і є переважно рівнинним з деякими піщаними пагорбами, найвищими точками якого є пагорб Іст-Хілл на висоті 40 м (132 фути), пагорб Солт-Понд на висоті 31 м (102 фути) і пагорб Джеймс-Хілл на висоті 27 м (90 футів). Він оточений кількома озерами, найвідомішим з яких є озеро Віндзор довжиною 19 км (12 миль) (також відоме як озеро Роза), що займає майже чверть внутрішньої території. Населення Великого Інагуа становить 913 осіб (перепис 2010 року).
Столиця і єдина гавань острова — Метью-Таун, названа на честь Джорджа Метью, губернатора Багамських островів у 19 столітті. У цьому місті розташоване головне підприємство компанії Morton Salt Company.
На цьому острові також розташований аеропорт.
У великому пташиному заповіднику в центрі острова мешкає понад 80 000 західноіндійських фламінго та багато інших видів птахів, зокрема багамський папуга, інагуа, багамський шилохвіст, бурий пелікан, триколірна чапля, біла чапля, руда чапля, смугастий танагер, двоголовий баклан, неотропічний баклан, рожева чайка, американська пустельга та норова сова. Національний заповідник Юніон-Крік спеціально виділений для вивчення зелених морських черепах (Chelonia mydas).

### Малий Інагуа
Малий Інагуа — невеликий віддалений острів у Багамських островах. Це найбільший незаселений острів у Карибському морі, який не має прісної води. Острів залишається в недоторканому природному стані..
У 2002 році уряд Багамських островів визначив його як «Національний парк Малий Інагуа» Площа парку становить приблизно 31 600 акрів, і він поширюється і на морську зону до 100 фатомів. У парку мешкає велика кількість різноманітних рептилій, птахів, диких кіз та ослів. Крім того, острів є місцем гніздування зникаючих видів морських черепах.

## Галерея

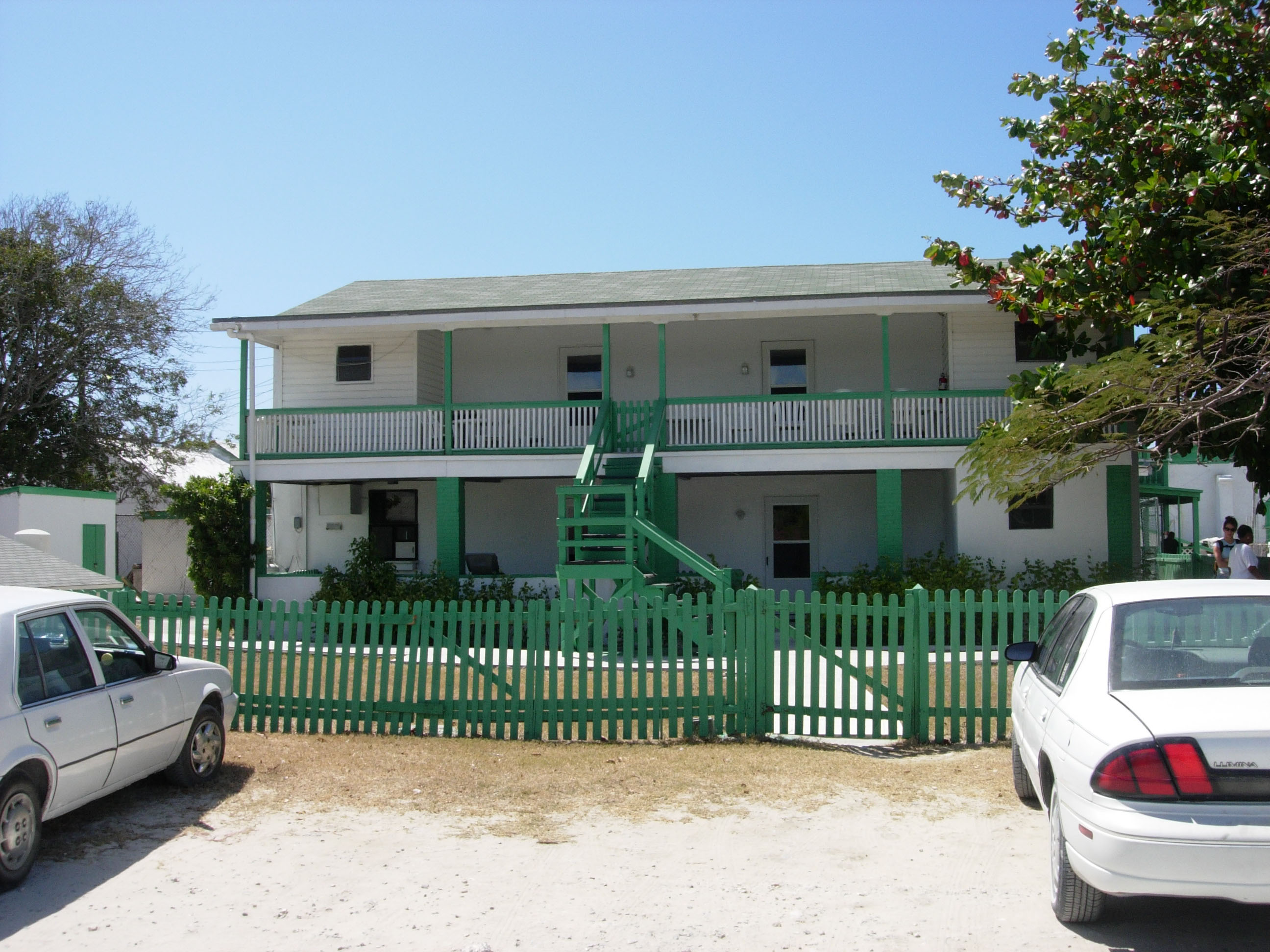
Головний гостевий будинок в місті Маттью, Великий Інагуа
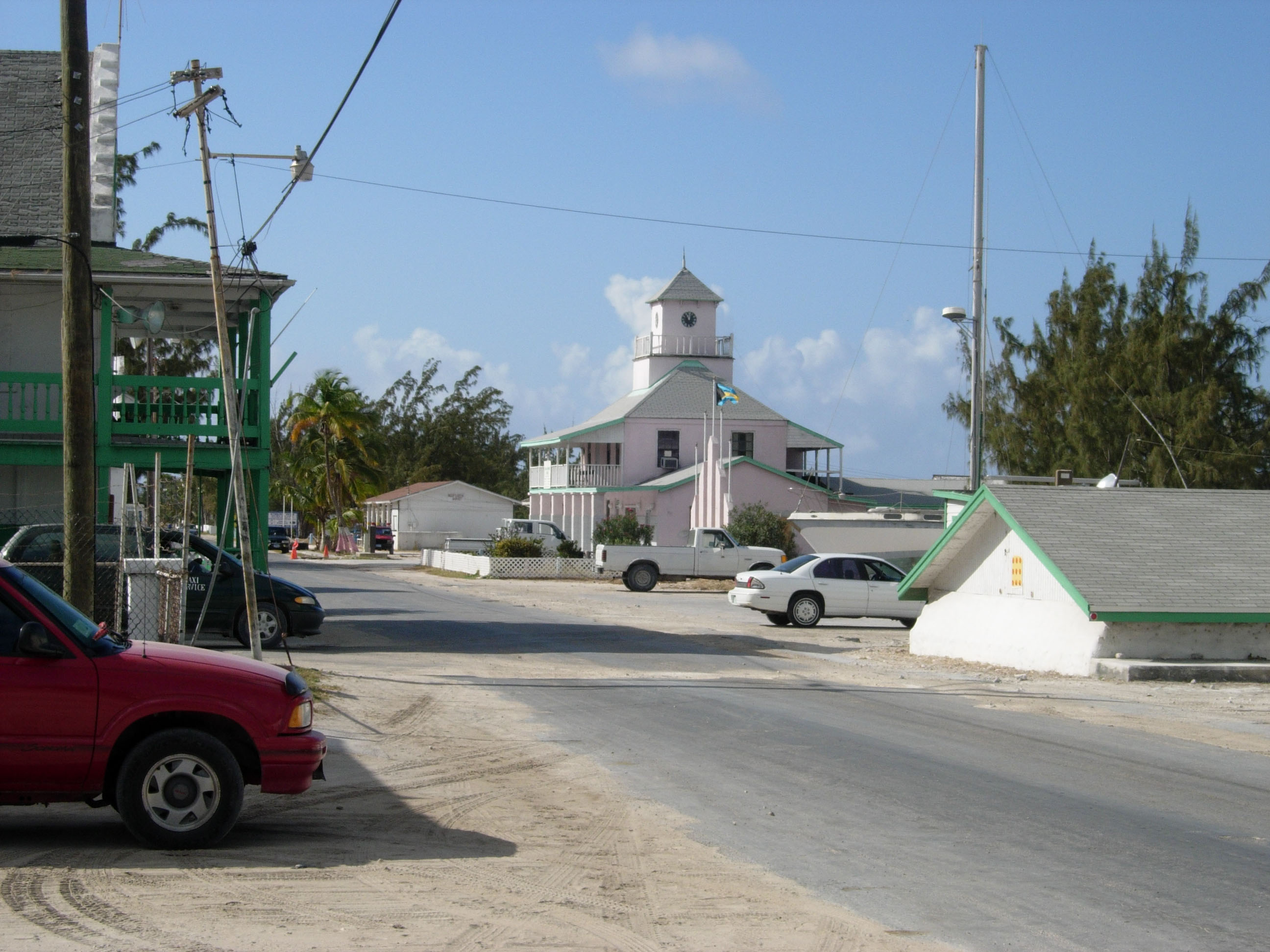
Місто Маттью, Великий Інагуа
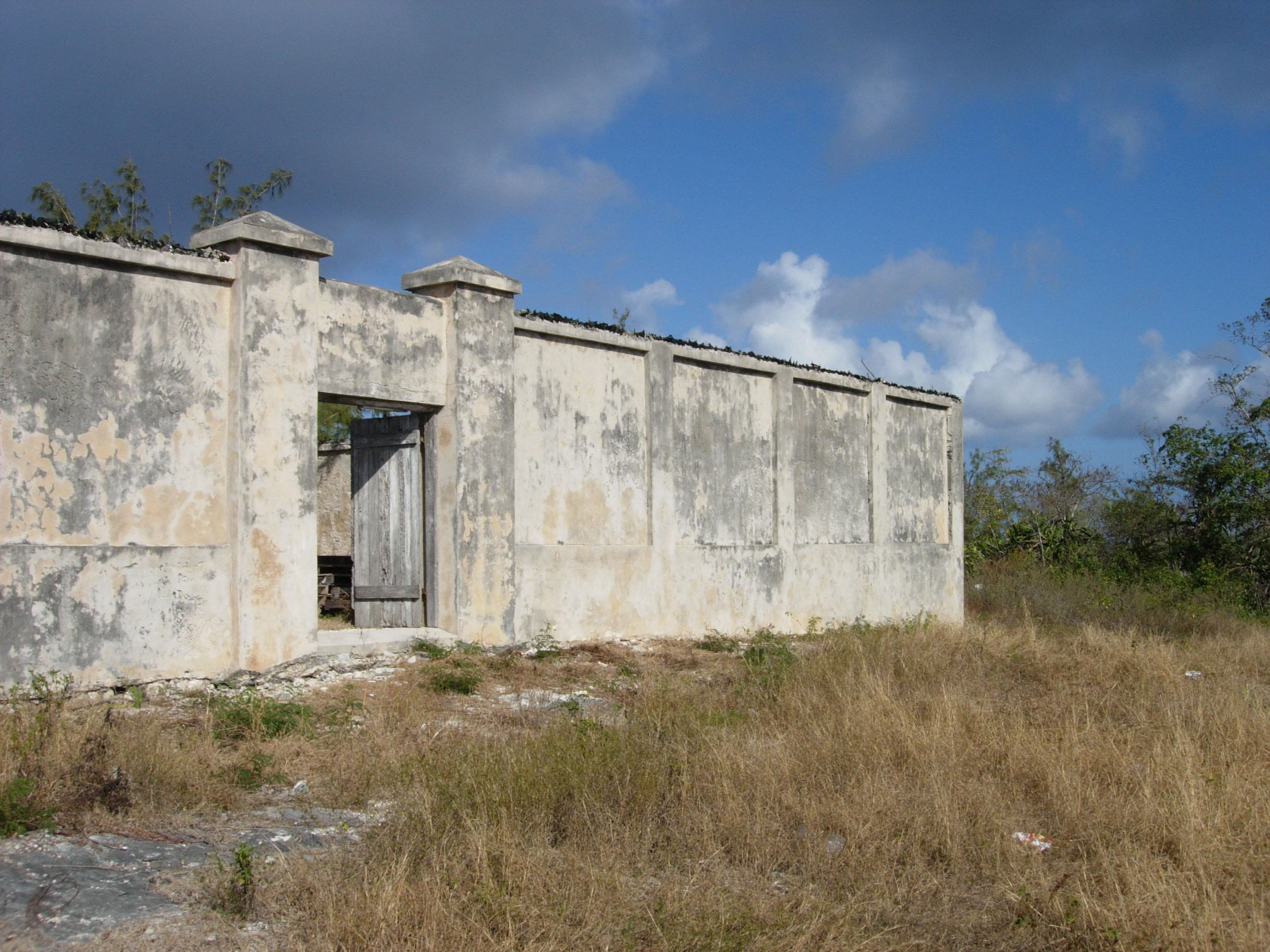
Стара недобудована в'язниця, Меттью-Таун, Велика Інагуа
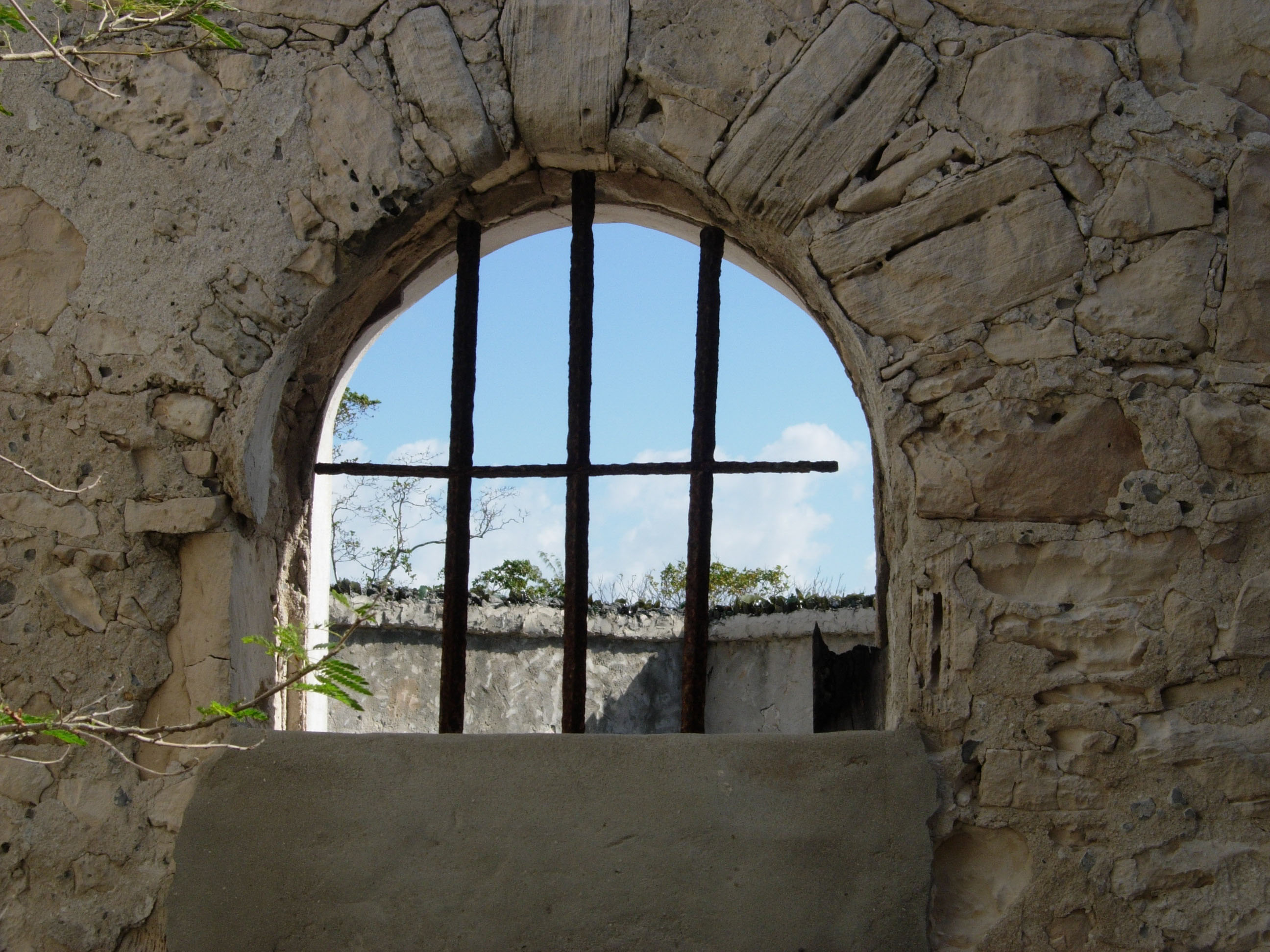
Вікно у старій в'язниці, Меттью-Таун, Великий Інагуа
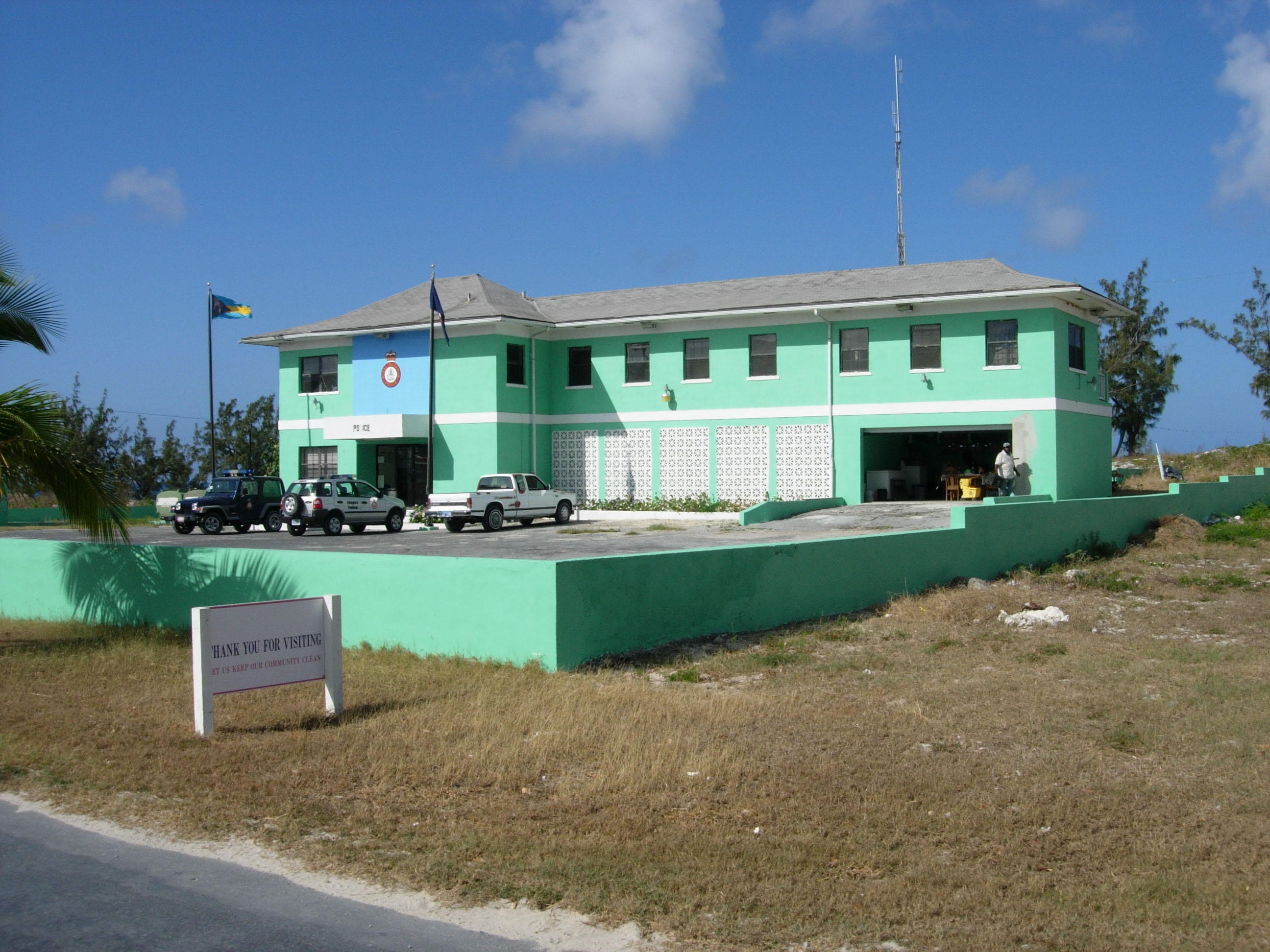
Сучасний поліцейський участок, Меттью Таун, Великий Інагуа
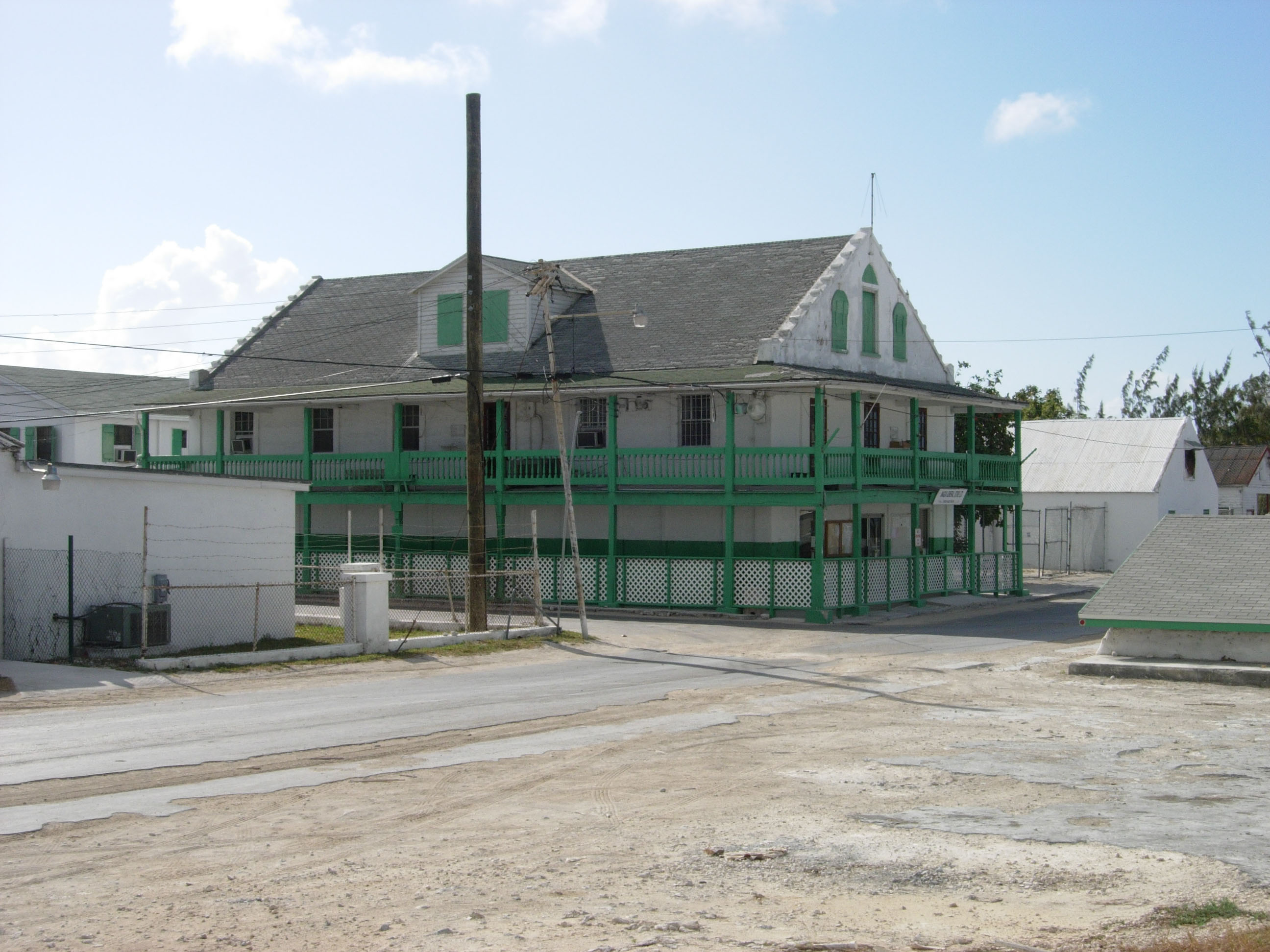
Магазин в Меттью Таун, Великий Інагуа
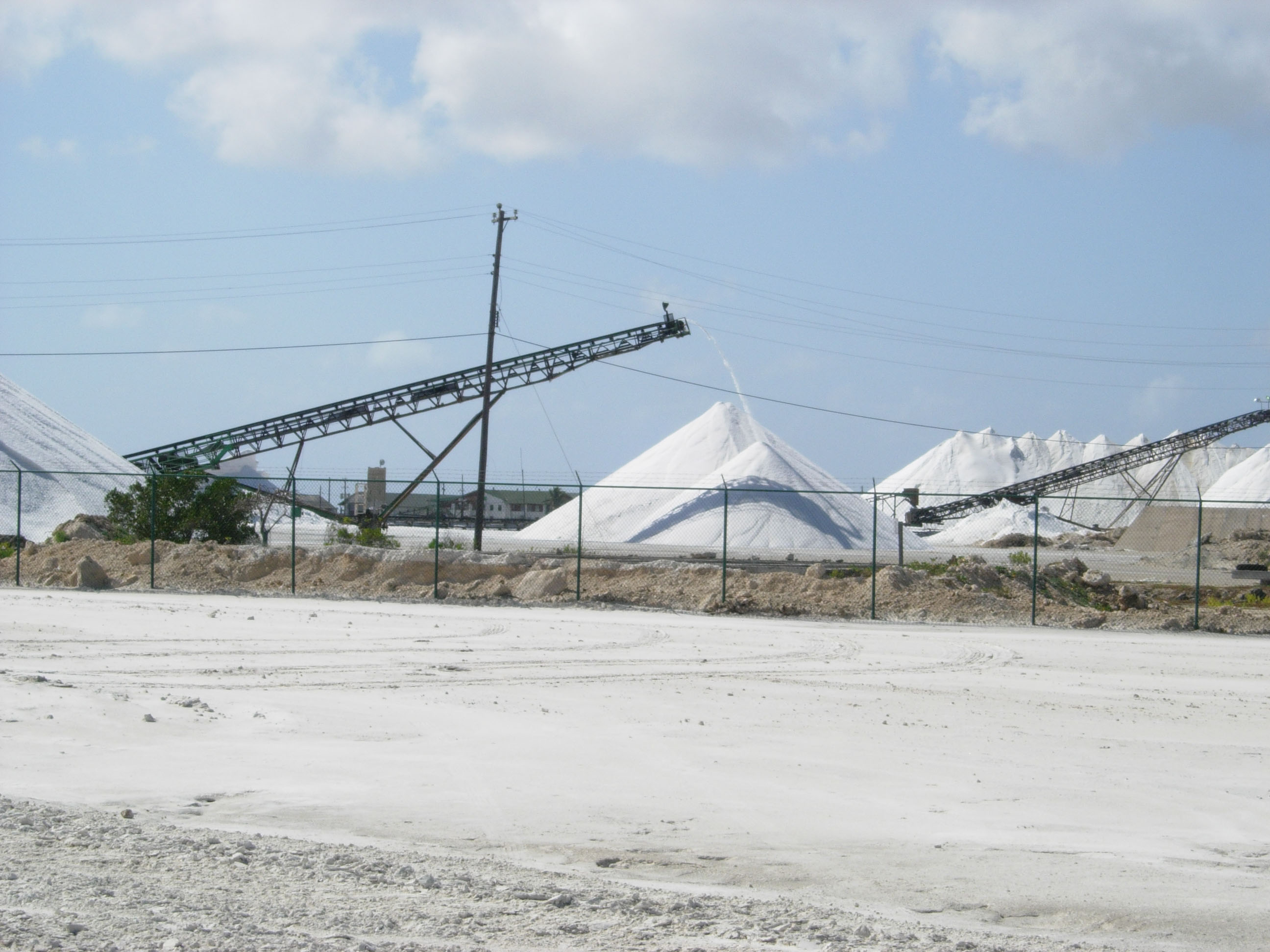
Частина об'єктів Мортон-Солт на північному березі Великого Інагуа
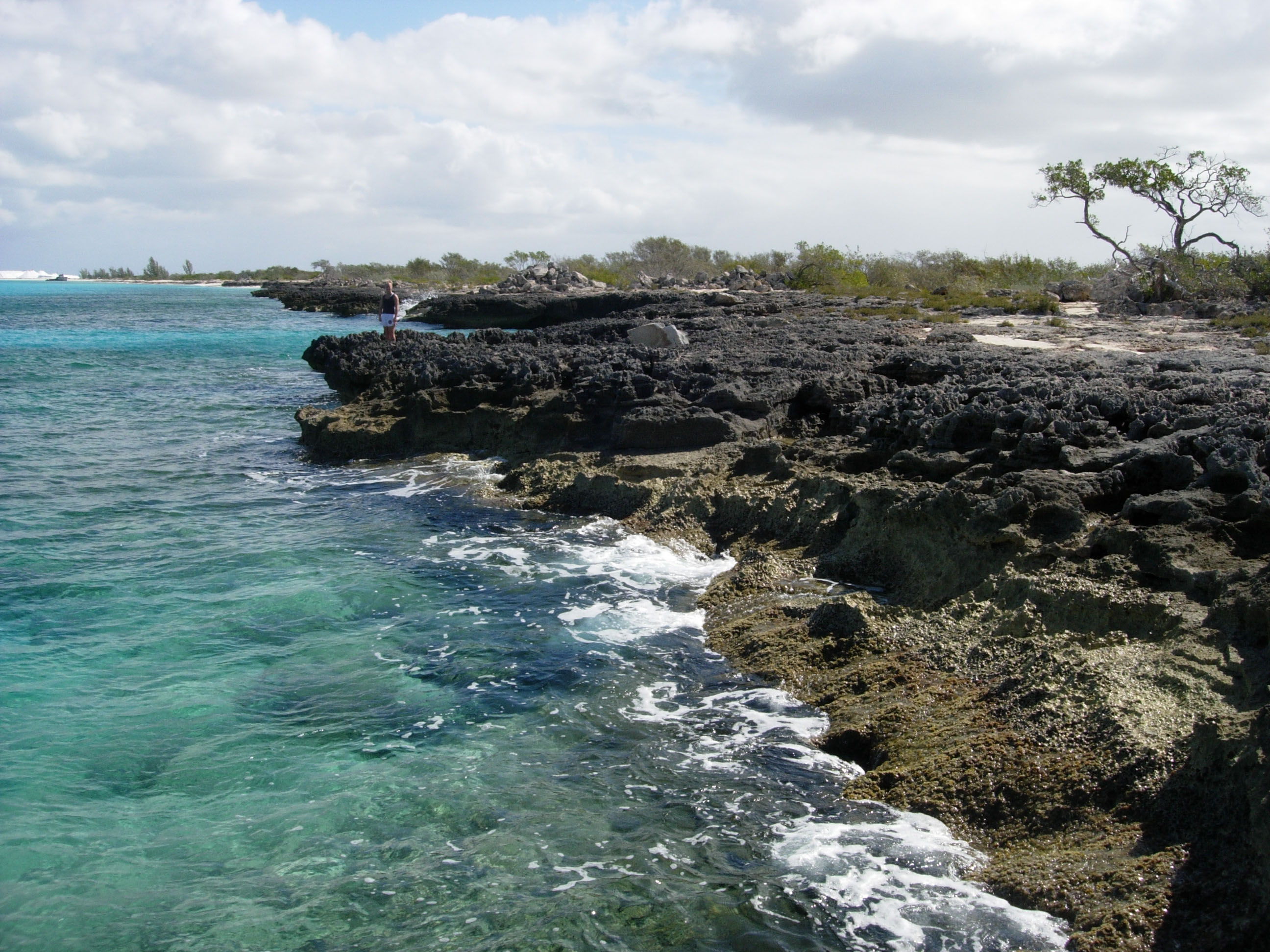
Північний скелястий берег Великого Інагуа, де видноПлейстоцен рифські варовики
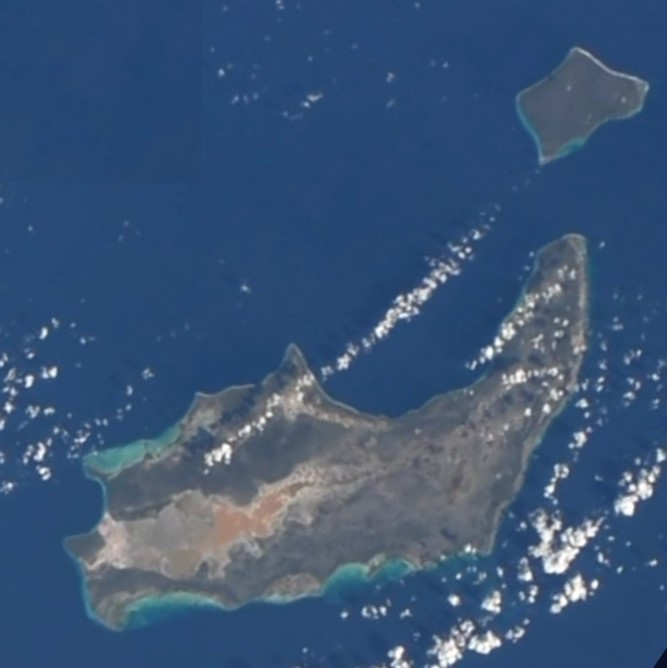
Великий Інагуа і Малий Інагуа з Міжнародної космічної станції,  2022-12-09